# Нџалгулгуле језик
Нџалгулгуле је језик из породице нило-сахарских језика, источносуданска грана. Њиме се служи око 900 становика у вилајету Западни Бахр ел Газал око реке Сопо у Јужном Судану.